# Команешти (Олт)
Команешти (рум. Comănești) насеље је у Румунији у округу Олт у општини Бобичешти. Oпштина се налази на надморској висини од 137 m.

## Становништво
Према подацима из 2002. године у насељу је живело 181 становника, од којих су сви румунске националности.